# 春化
春化（しゅんか、Vernalization）とは、植物が冬の低温状況に一定期間さらされることによって、開花もしくは発芽能力が誘導されることである。英語読みにならってバーナリゼーションということもある。特に人為的な低温処理を施す場合などには春化処理ともいう。農業などで出荷時期を調整するために、春化処理を行って開花、結実時期を調節することもある。春化処理はジベレリン処理で代行することも可能である。また春化のあとに一定期間高温にさらされると、春化の効果が失われることもあるが、このことは脱春化（ディバーナリゼーション）という。

## 概要
温帯に生息する多くの植物は、開花プロセスを進行、促進するために、春化を必要とする。また果実をつける多くの種でも、休眠状態を打破するために、冬の低温期間を経験しなければならない場合がある。開花や結実に春化を必要とすることで、その植物は生殖成長や種子生産を好適環境条件下で行うことが可能になる。ちなみに開花に低温を必要とすることは、低温要求（Chilling Requirement）という。通常植物は春化後に開花能力を獲得するが、実際に開花するために更なる季節的シグナルや植物体の生長を必要とすることもある。
植物体内では、春化によって葉に発現しているフロリゲンという植物ホルモンが活性化され、フロリゲンの働きによって開花が誘発される。春化に必要となる温度は、通常5 - 10°Cとされる。

## ルイセンコ論争における春化
ルイセンコ論争において、獲得形質が次世代に受け継がれることを説明する際に、小麦を低温処理することによって小麦の開花時期が変わることが例に挙げられた。これは春化処理の典型例であるが、ルイセンコは低温処理など後天的な操作によっても遺伝的性質が変化すると主張し、遺伝学や進化論を否定する材料とした。
またルイセンコの主張から、低温処理によって小麦の増収を図るヤロビ農法（ミチューリン農法）が開発された。